# Velika Branjska
Velika Branjska falu Horvátországban Kapronca-Kőrös megyében. Közigazgatásilag Sokolovachoz tartozik.

## Fekvése
Kaproncától 15 km-re délnyugatra, községközpontjától 4 km-re délre a Bilo-hegység nyugati részén fekszik.

## Története
Ivan zágrábi főesperesnek a zágrábi káptalan helyzetéről írt 1334-es dokumentumban az akkori "Bradna" a mai Branjska két plébániával is szerepel, melyek Szent László és Szűz Mária tiszteletére vannak elnevezve. Mivel itt Szent László templomnak nincs nyoma, a középkori Szent László plébánia valószínűleg a közeli Ladislav Sokolovački településre vonatkozott, mely szintén a bradnai birtokhoz tartozhatott. Az 1501-es egyházlátogatás dokumentumában Bradna papjait már "de superiori Bradna" és "de inferiori Bradna", azaz Felső- és Alsóbradna papjaiként említik. A Szent László templom az akkori Alsóbradna területén volt, míg a Szűz Mária templom Felső Bradnán állt, mely megfelel a mai Branjska területének.
A mai település helyén 1336-ban még egy Bradna nevű birtok állt, melyet ekkor mint a bliznafői birtokkal szomszédos birtokot említenek először. A határleírásból arra következtethetünk, hogy a birtok a Blizna-patak forrásától keletre feküdt. Településként "villa Bradna" néven 1397-ben az adóösszeírásban szerepel először. Mivel a nagyobb helyek között került felsorolásra arra következtetnek, hogy Bradna ebben az időben városi rangot viselt. Az adózó helyek között a 33 és 44 háztartás közötti településeknél szerepel. 1495 és 1507 között Bradna birtokosa a Paxy, 1512 és 1520 között a Hassady család volt. Azt is tudjuk, hogy 1509-ben Kanizsai György és Ernuszt János horvát bán itt tartózkodtak, mivel innen kelteztek. 1533-ban mint leégett települést említik, valószínűleg a török szultán 1532-es bécsi hadjáratában pusztult el.
A mai Mala és a Velika Branjska újkori alapítású települések. A falunak 1890-ben 81, 1910-ben 127 lakosa volt. Trianonig Belovár-Kőrös vármegye Kaproncai járásához tartozott. 2001-ben a falunak 64 lakosa volt.

## Külső hivatkozások
Sokolovac község hivatalos oldala